# Walthall (Mississippi)
Walthall ist ein Village im US-Bundesstaat Mississippi in den Vereinigten Staaten von Amerika. Das Dorf liegt zentral im Webster County und ist dessen County Seat. Das U.S. Census Bureau hat bei der Volkszählung 2020 eine Einwohnerzahl von 116 ermittelt.

## Geographie

### Geographische Lage
Walthall liegt in der nördlichen Hälfte des Bundesstaats Mississippi in den North Central Hills, einer sanft hügeligen und überwiegend locker bewaldeten Region. Im Ortsgebiet liegen keine größeren Gewässer. Nördlich der Ortsgrenze entspringt der Bellefontaine Creek, ein Zufluss des Yalobusha Rivers. Östlich des Orts liegen größere landwirtschaftlich genutzte Flächen, während die Umgebung von Walthall ansonsten bewaldet ist.

### Nachbarorte
Der größte Ort im Webster County, Eupora, liegt etwa acht Kilometer südlich von Walthall. Der nächste Nachbarort Richtung Nordwesten ist das 5,5 km entfernte Dorf Bellefontaine, Richtung Osten das rund 24 km entfernte Cumberland. Die nächsten größeren Städte sind 50 bzw. 85 km südöstlich Starkville und Columbus. Jackson liegt etwa 185 km südwestlich von Walthall, Memphis rund 200 km nördlich.

## Geschichte
Der gesamte mittlere Teil des heutigen Bundesstaats Mississippi war bis ins 19. Jahrhundert Stammesgebiet der Choctaw. Mit dem Vertrag von Dancing Rabbit Creek traten die Choctaw 1830 ihre verbliebenen Siedlungsgebiete in Mississippi im Tausch gegen Flächen in Oklahoma an die Vereinigten Staaten ab. Das spätere Ortsgebiet von Walthall lag ab 1833 im neu gegründeten Choctaw County, war die nächsten Jahrzehnte aber mit Ausnahme einzelner Häuser wie dem 1833 nördlich des heutigen Dorfs errichteten Dogtrot-Haus William Castle House unbesiedelt.
1874 wurde Webster County aus Teilen des Choctaw Countys und anderer Counties gegründet. County Seat war zunächst Greensboro im Südwesten des County-Gebiets. 1876 wurde jedoch Walthall als zentral in der Mitte des Webster Countys gelegener Verwaltungssitz neu gegründet. Die formale Eintragung von Walthall als Village folgte 1877.
Aufgrund der durch die Bahnstrecke Columbus–Greenville gegebenen besseren Verkehrsverbindungen wuchsen weiter südlich im Webster County gelegene Orte, etwa Eupora, ab Ende des 19. Jahrhunderts deutlich. Walthall blieb ein kleines Dorf, behielt aber die County Seat-Rolle. 1915 wurde ein eigenes Courthouse errichtet. Am 17. Januar 2013 brannte das Gebäude ab; ein neues Courthouse wurde am 19. Juli 2019 wiederum in Walthall bezogen.
Gemäß USCB-Schätzung von 2019 liegt das mittlere jährliche Haushaltseinkommen in Walthall bei rund 31.000 Dollar und somit über dem regionalen Durchschnitt von 28.834 Dollar auf County-Ebene. 21,2 % der Einwohner haben ein Einkommen unterhalb der Armutsgrenze. 92,94 % der Einwohner identifizieren sich selbst als Weiß, 3,53 % als Schwarz.

## Infrastruktur

### Verkehr
Mississippi Highway 9 führt in Nord-Süd-Richtung durch Walthall, während Mississippi Highway 50 dort beginnt und nach Osten führt. Der nächstgelegene Interstate Highway ist Interstate 55 bei Grenada oder Winona, etwa 60 km nordöstlich bzw. südöstlich.
ÖPNV existiert nicht in Walthall.

### Bildung
Walthall liegt im Schulsprengel des Webster County School District. Die für den Ort zuständigen Schulen befinden sich in Eupora.